# Pangkalan Benteng
Pangkalan Benteng is een bestuurslaag in het regentschap Banyuasin van de provincie Zuid-Sumatra, Indonesië. Pangkalan Benteng telt 2559 inwoners (volkstelling 2010).